# Вилађо Бреца (Салерно)
Вилађо Бреца је насеље у Италији у округу Салерно, региону Кампанија.
Према процени из 2011. у насељу је живело 146 становника. Насеље се налази на надморској висини од 70 м.